# Buitenkerk

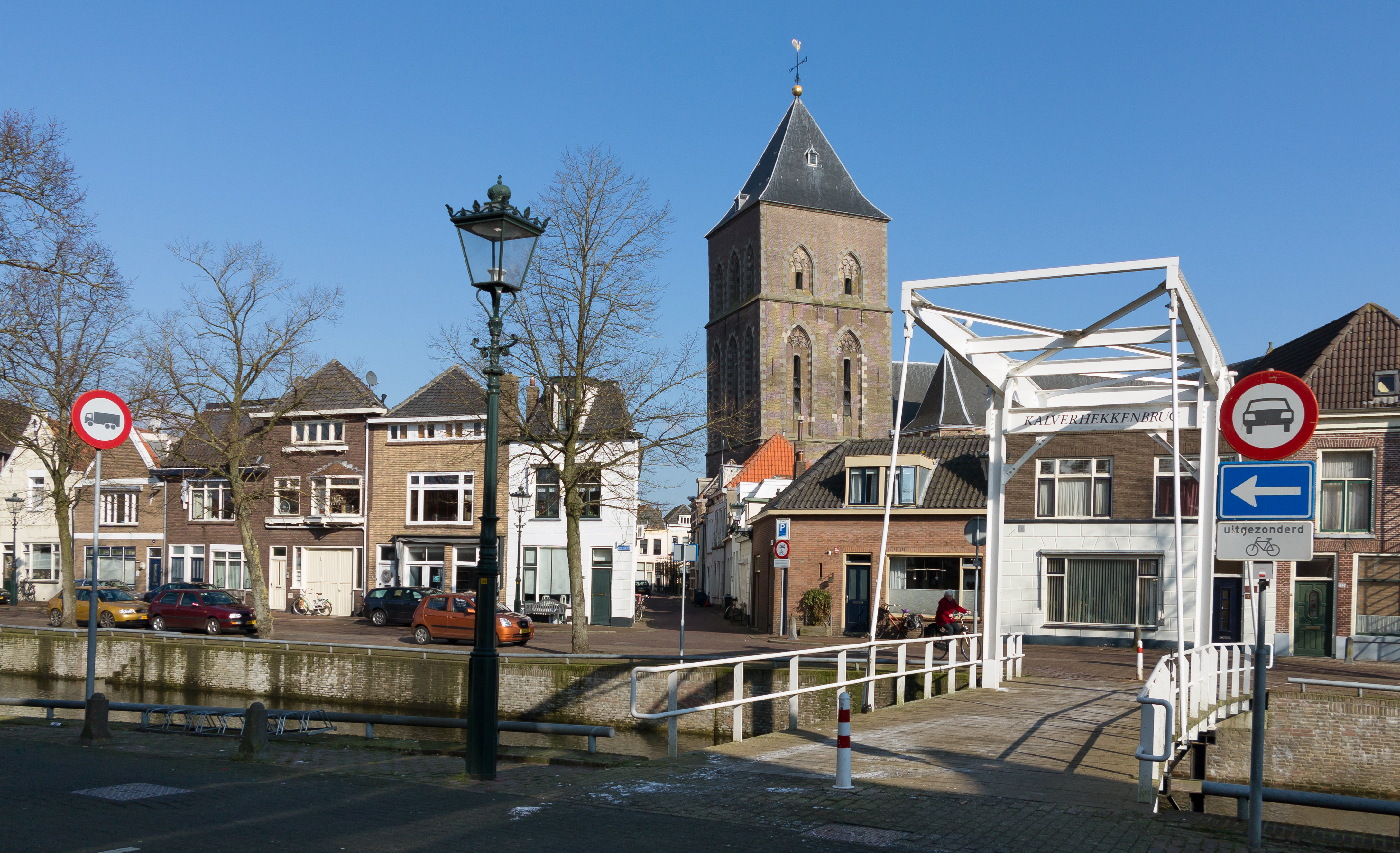
De Kalverhekkenbrug en de Buitenkerk

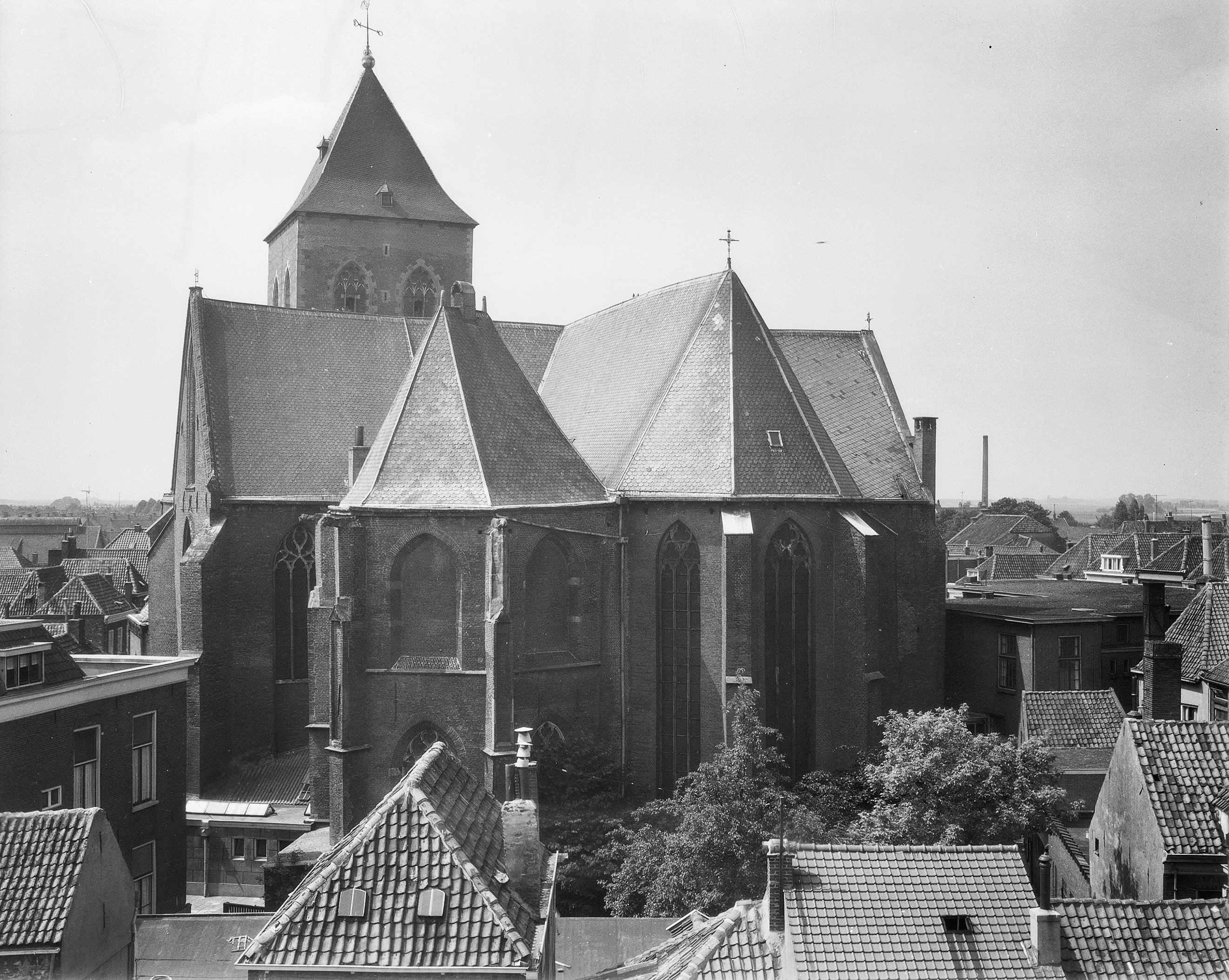
Buitenkerk in 1960

De Buitenkerk of Onze-Lieve-Vrouwe ten Hemelopneming in Kampen was bij de bouw de tweede parochiekerk van Kampen en werd gewijd aan Maria. De kerk maakt deel uit van de parochie Thomas a Kempis.
De naam "Buitenkerk" is in de 14e eeuw ontleend aan de plek van de kerk, het nieuwe stadsdeel de Buitenhoek, dat oorspronkelijk buiten de stadsmuur lag. De kerk is een voorbeeld van baksteengotiek.

## De bouw
In 1369 begon bouwmeester Rutger van Ceulen aan de bouw van deze Mariakerk.
Als eerste werd het priesterkoor gebouwd. Aanvankelijk bedoeld als een kruiskerk, maar later gewijzigd tot een hallenkerk.
In deze vorm met drie hallen is het een van de weinige in Nederland.
De onregelmatige plattegrond hangt samen met een aantal verbouwingen, die het gebouw in de 15e eeuw onderging.

Als laatste werd de toren in 1453 opgericht. Het gebouw beschikt over drie spuwers.

## Gebruik, verval en restauratie
De kerk was tot ca. 1580 in gebruik bij de rooms-katholieken.
Na de verovering van de stad door de prinsgezinden, werd het gebouw ingericht voor de gereformeerde eredienst.
Tegen het einde van de 18e eeuw werd het gebouw nauwelijks meer voor de eredienst gebruikt, zodat het in verval raakte.
Nadat rond 1800 de fraaie ruimte als paardenstal door verschillende legers was gebruikt, was het verval volledig.
Lodewijk Napoleon, koning van Holland, stelde in 1809 de oude Buitenkerk ter beschikking van de Kamper katholieken, die zich tot dusver met twee schuilkerkjes hadden moeten behelpen.

De kerk werd door de toenmalige pastoor niet meer dan "een hoop stenen" genoemd.
Toch nam de kleine katholieke gemeenschap het herstel ter hand.
In de loop van de 19e eeuw volgden diverse restauraties, gedeeltelijk naar de ideologie van de neogotiek.
Het toenemende verval in de 20e eeuw leidde in 1963 tot sluiting, in verband met instortingsgevaar.
De hierop volgende grootscheepse restauratiewerkzaamheden werden in 1977 beëindigd.
Prins Claus von Amsberg verrichtte de feestelijke ingebruikname.
Direct na Pasen 2010 is de kerk opnieuw een tijd gesloten voor restauratie. Door nieuwe technieken is de fundering op een aantal plaatsen voorzien van palen die door de veen- en kleilagen heen tot op een dikke zandlaag staan. Hierdoor wordt het verzakken tegengegaan dat eeuwenlang reden was tot scheurvorming in muren en gewelven. Ook in en rond de kerk zijn aanpassingen en verbeteringen gedaan. De eerste viering waarbij de kerk weer in gebruik is genomen is op eerste paasdag 2011.